# Брацлавщина
Брацлавщина — історична область в Україні у 14-18 століттях. Займала східну частину Поділля (територію теперішньої Вінницької і частину Черкаської, Кіровоградської та Одеської областей). Назва походить від адміністративного центру — міста Брацлав.
У 1362 землі Брацлавщини, після звільнення від татар, були зайняті великим князем литовським Ольгердом. В 1460-х роках на цьому терені було створене Брацлавське воєводство, яке після укладення Люблінської унії 1569 року відійшло до Корони Королівства Польського.
Населення Брацлавщини брало активну участь у національно-визвольних повстаннях проти польських загарбників під проводом Криштофа Косинського, Северина Наливайка, Марка Жмайла, Тараса Федоровича, Павла Павлюка.
У 1648 році на визволеній від шляхти Брацлавщині було створено нову адміністративну одиницю Брацлавський полк, козаки якого брали участь у всіх битвах козацької армії під проводом Богдана Хмельницького.
Після укладення Андрусівського перемир'я 1667 року, за умовами якого Україна була поділена між двома сусідніми державами: Річчю Посполитою і Московським царством, Брацлавщина мала відійти до першої. Проте наприкінці 17 — початку 18 століття населення Брацлавщини, як і всієї Правобережної України, продовжувало боротися проти польських гнобителів під проводом гетьмана Петра Дорошенка, полковників Андрія Абазина, Семена Палія. 1712 року після підписання Прутського мирного договору 1711 Брацлавський полк було ліквідовано.
Внаслідок другого поділу Речі Посполитої (1793) територія Брацлавського воєводства була захоплена Російською імперією і на його територіальній основі 2 (13) квітня 1793 створено Брацлавське намісництво.
В 1796 році після ліквідації намісництв в Російській імперії територія Брацлавщини ввійшла до складу Подільської і Київської губерній.